# فرنسيسكو أغيلار إي ليال
فرنسيسكو أغيلار إي ليال (بالإسبانية: Francisco Aguilar y Leal)‏ هو شخصية أعمال إسباني، ولد في 1776 في سانتا كروث دي تينيريفه في إسبانيا، وتوفي في 1840 في مالدونادو (الأوروغواي) في الأوروغواي.